# Changes (album Godsmacka)
Changes – album DVD amerykańskiej grupy rockowej Godsmack wydany we wrześniu 2004. Materiał na płytę został zarejestrowany na początku 2004 roku. Na terenie Stanów Zjednoczonych album rozszedł się w nakładzie ponad 50 000 egzemplarzy, przez co uzyskał status złotej płyty.

## Lista utworów
1. "Straight Out of Line"
2. "Awake"
3. "Faceless"
4. "Bad Religion"
5. "Moon Baby"
6. "Changes"
7. "Re-Align"
8. "Serenity"
9. "Keep Away"
10. "Voodoo"
11. "Batalla de los Tambores"
12. "Whatever"
13. "I Stand Alone"

## Batalla de los Tambores
Batalla de los Tambores (bitwa na perkusje) to pojedynek wokalisty, Sully'ego Erny, z perkusistą,  Shannonem Larkinem.

## Twórcy
- Sully Erna - wokal, gitara rytmiczna
- Tony Rombola - gitara prowadząca, wokal wspierający
- Robbie Merrill - gitara basowa, wokal wspierający
- Shannon Larkin - perkusja

## Notowania
Album – Billboard (Ameryka Północna)
| Rok  | Lista         | Pozycja |
| ---- | ------------- | ------- |
| 2004 | Billboard 200 | #7      |